# Acusana prostrata
Acusana prostrata är en insektsart som beskrevs av Delong 1942. Acusana prostrata ingår i släktet Acusana och familjen dvärgstritar. Inga underarter finns listade i Catalogue of Life.